# Jan Kaszewski
Jan Kaszewski (Kaszowski) herbu Janina (zm. w 1726 roku) – kanonik gnieźnieński, krakowski i łucki, archidiakon lubelski i oficjał lubelski, administrator diecezji łuckiej po śmierci biskupa Joachima Przebendowskiego, prezydent Trybunału Głównego Koronnego w kadencji 1704/1705.
Syn kasztelana wendeńskiego Henryka i Engracji Sołomereckiej.
Prawdopodobnie był deputatem na Trybunał Główny Koronny z diecezji łuckiej w kadencji 1704/1705 roku.